# Klerksdorp
Klerksdorp ist eine Stadt in der Nordwest-Provinz Südafrikas und gehört zusammen mit Orkney, Stilfontein und Hartebeesfontein und weiteren Orten zur Gemeinde City of Matlosana. Der Großraum Klerksdorp hat über 350.000 Einwohner und gehört zum am meisten industrialisierten und wirtschaftlich wichtigsten Teil der Nordwest-Provinz. Die Stadt selbst hat 186.515 Einwohner (Stand: 2011), darunter 111.938 Einwohner des Townships Jouberton, das als sub place zu Klerksdorp gehört.

## Geschichte
Die Wurzeln der Stadt liegen in der Voortrekker-Bewegung. Im Jahre 1837 siedelten sie an den Ufern des Schoonspruit, der durch die Stadt fließt. Einer von ihnen, C. M. du Plooy, beanspruchte eine etwa 160 km² große Farm in diesem Gebiet, von der er Teile an andere verschenkte, aus Dankbarkeit darüber, dass sie ihm beim Bau von Bewässerungsanlagen und eines Staudamms geholfen hatten. Zu Ehren des ersten örtlichen Magistrats, Jacob de Clerq, wurde das Gebiet „Klerksdorp“ genannt.
Im August 1886 wurde auf der Farm Rietkuil Gold gefunden. Da zur selben Zeit auch im Witwatersrand Gold gefunden wurde, kamen im Zuge des darauffolgenden Goldrauschs Tausende von Goldgräbern nach Klerksdorp, das dadurch zu einer Stadt wurde, die sogar eine eigene Börse besaß.
Während des Zweiten Burenkriegs gab es in der Umgebung schwere Kämpfe. Ein britisches Konzentrationslager lag in der Gegend. Am 11. März 1902 fanden hier zwischen Lord Kitchener und dem Burengeneral Koos de la Rey Verhandlungen statt, die letztendlich den Frieden von Vereeniging möglich machten und damit den Krieg beendeten.

## Wirtschaft und Verkehr
Klerksdorp liegt in einem Bergbaugebiet. Unter anderem gibt es Gold- und Uranvorkommen.

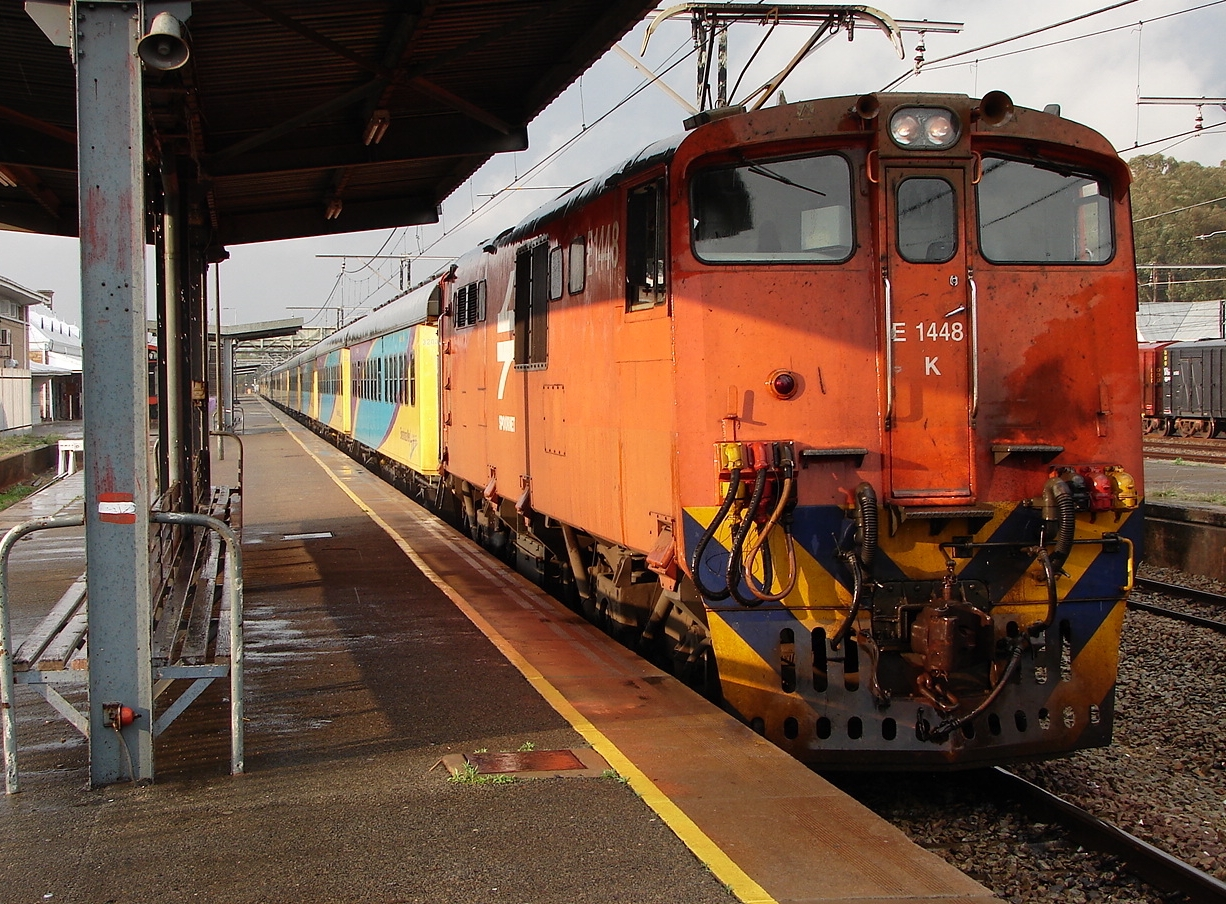
Zug der Shosholoza Meyl im Bahnhof Klerksdorp

Die National Route 12, die unter anderem Wolmaransstad im Westen mit Potchefstroom im Osten verbindet, führt durch Klerksdorp. Von Ventersdorp im Norden nach Bothaville im Süden verläuft die R30. Die R503 zweigt zwischen Klerksdorp und Jouberton von der N12 ab und führt nordwestlich nach Hartbeesfontein.
Personenzüge der Shosholoza Meyl bedienen mehrmals wöchentlich den Bahnhof Klerksdorp, der auch im Güterverkehr angefahren wird.

## Sehenswürdigkeiten
Die Alte Börse im Stadtzentrum wurde errichtet, kurz nachdem das erste Gold in der Gegend gefunden worden war. Heute ist darin ein Museum untergebracht, das das Leben in der Region am Ende des 19. Jahrhunderts darstellt.
Das Klerksdorp Museum zeigt seit 1973 archäologische, geologische und kulturhistorische Ausstellungsstücke. Es nutzt die Räumlichkeiten des 1891 errichteten ehemaligen Gefängnisses. Unter anderen Sehenswürdigkeiten befinden sich im Klerksdorp Museum Klerksdorp-Kugeln, die in der Wonderstone Mine in Südafrika gefunden wurden und deren Alter auf 2,8 Milliarden Jahre geschätzt wird.

## Söhne und Töchter der Stadt
- Theophilus E. Dönges (1898–1968), Präsident Südafrikas
- Elisabeth Eybers (1915–2007),  südafrikanisch-niederländische Dichterin
- Desmond Tutu (1931–2021), Friedensnobelpreisträger und anglikanischer Erzbischof
- Peter Carlstein (1938–2023), Cricketspieler
- Philemon „Phil“ Masinga (1969–2019), Fußballspieler
- Daylon Claasen (* 1990), Fußballspieler
- Marnus Labuschagne (* 1994), australischer Cricketspieler
- Marco Jansen (* 2000), Cricketspieler